# Przerysowani
Przerysowani (ang. Drawn Together) – serial animowany dla dorosłych, reklamowany jako „pierwszy animowany reality show”, stworzony dla amerykańskiego kanału Comedy Central. Polska wersja emitowana w MTV i Comedy Central Polska nosi tytuł „Przerysowani”. Głównymi bohaterami jest ósemka archetypowych postaci będących parodiami różnych postaci z kreskówek, którzy w ramach programu organizowanego i prowadzonego przez „żydowskich producentów”, umieszczeni zostali we wspólnym domu. Animacja została stworzona przez Dave’a Jesera i Matta Silversteina, a ze względu na swoją treść, spotkała się z dużymi kontrowersjami i porównywaniami z innym serialem animowanym dla dorosłych – South Park.
Po stworzeniu 3 serii, Comedy Central postanowiło anulować dalszą produkcję serialu, uważając go za zbyt kontrowersyjny. Jednakże dwa lata później – 20 kwietnia 2010 roku – miał premierę film pełnometrażowy, The Drawn Together Movie: The Movie!, wydany bezpośrednio na DVD i Blu-ray.

## Bohaterowie
- Księżniczka Clara (Princess Clara) – postać wzorowana na księżniczkach Disneya, jej wygląd bazuje na Arielce z Małej syrenki. Początkowo Clara przedstawiona jest jako niewinna i naiwna księżniczka, później jednak jest pokazywana jako rasistowska, rozpuszczona i zbyt religijna osoba, z tendencjami do homofobii i w szczególności do antysemityzmu.
- Wełniak Skarpetoperz (Wooldoor Sockbat) – żółta i dziwnie wyglądająca postać z dużym pomarańczowym nosem, przypominająca z wyglądu SpongeBoba, a z zachowania wiele postaci z uniwersum Zwariowane melodie. Wełniak jest najbardziej rozrywkową i naiwną postacią w domu, daje się łatwo podpuścić innym współlokatorom. Bardzo często zostaje przedstawiony jako Żyd lub katolicki ksiądz.
- Lisiczka (Foxxy Love) – stereotypowa, czarnoskóra Afroamerykanka, która specjalizuje się w rozwiązywaniu tajemniczych zagadek. Z powodu swojego koloru skóry, często staje się obiektem rasistowskich żartów. Jest parodią Valerie Brown z Josie i Kociaki.
- Toot Braunstein – będąca w kolorach czarno-białym, wciąż uważająca się za symbol seksu, a w rzeczywistości gruba i brzydka Toot, jest parodią popularnej w latach '20 i '30 Betty Boop. Początkowo ukazana jest jako najbardziej chytra i złośliwa postać w serialu, później jednak jej charakter ulega łagodnej przemianie. Jest alkoholiczką i jest w stanie zjeść niemalże wszystko, a z powodu swojej znikomej atrakcyjności popada w depresję.
- Ling-Ling – mały, pomarańczowy stworek o wielkiej sile, będący parodią Pikachu z popularnego serialu anime „Pokémon”. Mówi w języku typowo azjatyckim z uwzględnieniem kilku słów po japońsku, w rzeczywistości jednak jest to zwykły bełkot (aktorka użyczająca głos Ling-Lingowi, nazywa ten język japoreańskim). Do jego niezrozumiałych kwestii dodane są angielskie napisy.
- Xandir P. Wifflebottom – odważny młodzieniec będący odpowiednikiem Linka z serii The Legend of Zelda. Początkowo Xandir deklaruje, że jest na „niekończącej się wyprawie by ocalić swoją dziewczynę”, lecz kiedy zaczyna odkrywać swoją homoseksualną orientację seksualną, dziewczyna go rzuca. Po odcinku w którym dokonał coming outu, zostaje pokazany jako najbardziej wrażliwy i uczuciowy mieszkaniec, cierpiący z nieporozumień związanych ze swoją orientacją.
- Sprośniak (Spanky Ham) – bezpruderyjna świnia, uwielbiająca rasizm i obleśne żarty. Charakter i wygląd Sprośniaka jest odpowiednikiem postaci z przeróżnych animacji flash, w których góruje typowo toaletowy humor.
- Kapitan Bohaterski (Captain Hero) – parodia superbohaterów, w szczególności Supermana. Bohaterski jest w rzeczywistości anty-bohaterem, nie potrafiącym zmierzyć się z prawdziwym niebezpieczeństwem, i jednocześnie sam często stwarza chaos i katastrofy. Początkowo pokazany jest jako zwykły głupek nie potrafiącym sobie poradzić z czymkolwiek, później jednak przedstawiony jest jako panseksualna osoba, zdolna do wszystkiego.

## Głosy
- Jess Harnell – Kapitan Bohaterski / Jun-Jee / Octopussoir / Terminator / Generał Millis / Pan Przerysowany
- Tara Strong – Księżniczka Clara / Toot Braunstein / Niesamowicie Rozciągliwa Dziewczyna / Matka Kapitan Bohaterskia / Pani Przerysowana
- Cree Summer – Lisiczka / Strawberry Sweetcake / Ni-Pul / Superniania / Dziewczyna Xandira / Kapitan She-Ro / Dziewczyny z Foxxy 5
- James Arnold Taylor – Wełniak Skarpetoperz / Żydowski Producent / Sędzia Słodkość / Genie / Syn Kapitan Bohaterskia
- Adam Carolla – Sprośniak
- Jack Plotnick – Xandir
- Abbey McBride – Ling-Ling

gościnnie:
- Chris Edgerly – Elmer Fudd / Snagglepuss / Buckie Bucks / Deska Edukacji / Doktor
- Billy West – Ochroniarz / Popeye / Stimpy
- Jason Huber – Gash
- Jimmy Kimmel – Pani Ham / Starzec / Piosenkarz
- Alex Borstein – Lois Griffin
- Jonathan Kimmel – Król (Ojciec Clary)